# Rolf Bjerre
Rolf Bjerre (født 3. februar 1979) er en dansk politiker, der er kendt for sine mærkesager inden for digitale borgerrettigheder. Han er tidligere medlem af partiet Alternativet, men stillede ved kommunal- og regionsvalget 2021 op for Kristendemokraterne dog uden at blive valgt.

## Baggrund
Rolf Bjerre er født i København og opvokset nær Odder. Han er student fra Viby HF og Gymnasium og uddannet bygningskonstruktør.

## Politisk karriere

### Piratpartiet
I 2013 stillede Bjerre op til Københavns Borgerrepræsentation som eneste kandidat for "Piratpartiet" og med direkte demokrati som mærkesag. Han mente, at teknologien nu gjorde det muligt at sætte mange flere ting til direkte afstemning i stedet for, at de folkevalgte repræsentanter tager beslutningerne i vælgernes sted. Partiet fik 695 stemmer, heraf 451 personligt på Rolf Bjerre og 244 listestemmer.
I 2014 organiserede Piratpartiet repræsenteret ved Bjerre en underskriftsindsamling til støtte for Gottfrid Svartholm, der da sad varetægtsfængslet for hacking. Bjerre afleverede 106.538 underskrifter den 23. april 2014 til Justitsministeren.

### Alternativet
Rolf Bjerre sluttede sig til Alternativet ved partiets fødsel i 2014. Bjerre bidrog til udviklingen af Alternativets IT-politik, der som mærkesager havde digitale borgerrettigheder, principper for fremtidssikret digitalisering samt samlede og styrkede IT-myndigheder, bl.a. med et IT-ministerium. Han var også medlem af Alternativets Politiske Forum, et organ, der kan vedtage partiets politik imellem årsmøderne.
Rolf Bjerre foreslog i 2015 dannelsen af et IT-etisk Råd, der skal forholde sig til nye etiske dilemmaer, der opstår i forbindelse med anvendelsen af IT.
Ved Folketingsvalget 2015 stillede Bjerre op for Alternativet i Københavns Storkreds og havde "folkekode" (Open source), "gennemskuelighed i staten", "dynamik i samfundet" og "nærvær i teknologien" som sine mærkesager. Han fik 991 personlige stemmer og manglede kun 147 stemmer for at blive valgt ind.  I stedet blev han førstesuppleant for Uffe Elbæk og Carolina Magdalene Maier. 
Forud for kommunal- og regionalvalget 21. november 2017 blev Bjerre udpeget som ”ordfører for ligeværd”, ”ordfører for it og digitale frihedsrettigheder” og ”ordfører for søndag” for Alternativet. Bjerre stillede op til valget og blev tredjesuppleant til borgerrepræsentationen i København og andensuppleant til regionen. 

### Kristendemokraterne
Rolf Bjerre stillede op til kommunal- og regionsvalget 2021 for partiet Kristendemokraterne med kravet om digitale borgerrettigheder og åben kildekode i digital infrastruktur som en mærkesag, men uden at blive valgt.

## Politisk modvind
I august 2018 kom Bjerre i modvind på de sociale medier, da han på Facebook kaldte integrationsminister Inger Støjberg for en terrorist, men efterfølgende trak han udtalelsen tilbage.

## Eksterne link
- Rolf Bjerres hjemmeside Arkiveret 12. januar 2022 hos  Wayback Machine